# 蓋爾愛爾蘭

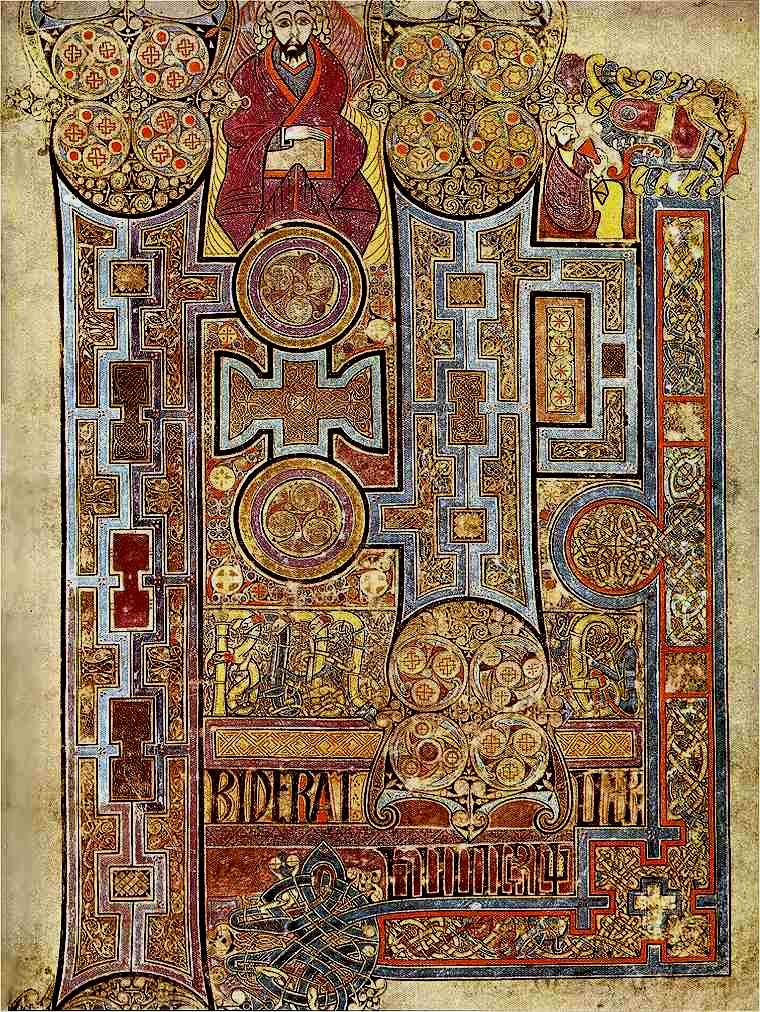
9世紀爱尔兰修道院抄寫員製作的《凱爾經》的一页

蓋爾愛爾蘭是指史前时代晚期至17世纪蓋爾人控制下的爱尔兰岛。在1170年代諾曼征服愛爾蘭之前，整个爱尔兰岛都由蓋爾人控制。在17世紀之前，蓋爾人控制下的愛爾蘭经济以牧业为主，而且當地人喜歡以物易物。
爱尔兰島上的蓋爾人起初信仰的是古凱爾特宗教。從五世纪开始，當地人开始皈依基督教。
公元9世纪，維京人开始劫掠爱尔兰海岸并在愛爾蘭島上建立定居点。 1169-71年諾曼征服愛爾蘭後，爱尔兰島上的大片地区被諾曼人控制，之後諾曼人與蓋爾人冲突不斷。亨利二世声称对愛爾蘭領地以及整个愛爾蘭岛拥有主权。然而英格蘭王國方面控制的愛爾蘭島領土卻一度不斷縮小，最後只剩下帕莱地区。
1542年，爱尔兰议会授予亨利八世爱尔兰国王称号，愛爾蘭領地變成愛爾蘭王國。随后英格蘭王國加緊控制愛爾蘭島。1607年，爱尔兰完全被英国控制，這意味著蓋爾人無法繼續控制愛爾蘭島，舊有的蓋爾人社會秩序終結。